# Изарко
Изарко (на италиански Isarco) е река в Алпите, северна Италия, ляв приток на Адидже. Тя е втората най-голяма река в провинция Южен Тирол. Тъй като това е провинция с немскоговорещо население, реката е известна също с немското си име Айзак (Еisack). В древността римляните са я познавали с името Исарус (Isarus).

## Основни данни и течение
Извира от подножието на известния проход Бренер на височина 1990 м, а се влива в Адидже на 235 м. Тече предимно на юг, като очертава траектория подобна на буквата S. Дължината ѝ е 95 км, водосборният басейн - почти 5000 кв. км. Пълноводието ѝ варира и се изчислява между 50 и 90 куб. м/сек.
Изарко е притисната от всички страни от мощни алпийски масиви, които отводнява. В началните си части събира рекички и потоци от Йоцталските и Цилерталските Алпи, включително и от Висок Тауерн. След това оформя тясна долина между Доломитовите и Сарентинските Алпи, наречена Айзактал. Първото по-голямо селище по течението ѝ е Випитено (на немски Стерцинг). Бресаноне (Бриксен) се намира по на юг, където реката достига най-източната си точка и свива обратно на запад. Малко преди вливането ѝ в Адидже е големият град Болцано, който германците наричат Бозен.

## Притоци
Леви:
- Риенца - голяма река с дължина 81 км и водосборен басейн 2100 кв. км - почти половината от басейна на Изарко;
- Гардена (26 км; 200 кв. км)

Десни:
- Ридана (25 км; 212 кв. км)
- Талвера (46 км; 430 кв. км) - разделя Сарентинските Алпи на две и минава през Болцано.